# Jorma Puranen
Jorma Puranen, född 25 mars 1951 i Pyhäjoki i Finland, är en finländsk konstfotograf.
Jorma Puranen studerade fotografi 1973–1978 på Konstindustriella högskolan i Helsingfors. Han var 1995–1998 professor i fotokonst på denna skola. Han hade sina första separatutställningar på Galerie Krivy i Nice i Frankrike 1991 och på Fotogalleri Hippolyte i Helsingfors 1992. 
Puranen har framförallt fotograferat landskap i norra Finland. År 1991 gjorde han en utställning om samer i Finland. Han har även fotograferat äldre målningar med stark blixt för att ge dem nytt liv.
Jorma Puranen fick priset Fotofinlandia 1992. År 2005 tilldelades han Pro Finlandia-medaljen.